# Terreiro Hunkpame Savalu Vodun Zo Kwe
O Terreiro Hunkpame Savalu Volun Zo Kwe é uma casa tradicional, da nação Jeje Savalu. É  um  templo  religioso  de  culto  aos voduns localizado  em  Salvador, no bairro da Liberdade,  nas  imediações  da  Rua  do  Curuzu,  na  Vila  Braulino.
O terreno do Kwe Vodun Zo pode também ser designado pela  expressão  Roça  do  Vodun  Zo.  A  expressão  traduz  a  memória  da  antiga  natureza urbana do sítio. A palavra axé, de rica polissemia, é também frequentemente usada para assinalar  tanto  um  templo  dessa  natureza  como  o  tipo  de  grupo  eclesial  que  nele  se dedica ao culto dos voduns ou orixás.
Foi tombado como patrimônio cultural de Salvador por meio do decreto Nº 27.006 DE 11 de janeiro DE 2016. Algumas das motivações do tombamento consideradas foram: a origem do terreiro remete a linhagem tradicional Jeje Savalu; configurar a única área verde significativa da região do Curuzu em Salvador, contando com espécies etnobotânicas de valor litúrgico; caracterizar um espaço sagrado com relevância cognitiva, ritualística e paisagística; salvaguardar um espaço de matriz africana com elevada consideração e preservação da cultura afro-brasileira.
O sítio do terreiro sofreu com processos de depredação, invasões, cortes de árvores e depredação da fonte de água.
O sacerdote que está a frente do tempo há mais de 50 anos chama-se Doté Hamilton, ele se expressa da seguinte maneira ao falar sobre a importância do tombamento:
Envolve a preservação da terra, dos diversos tipos de plantas, de toda uma cultura, da hierarquia de uma nação que precisa ser protegida, bem como os costumes, danças, vestes, cânticos, enfim, toda uma tradição histórica e cultural de um povo”, afirmou, em comunicado.— Doté Hamilton